# Power Rangers (film)
A Power Rangers 2017-ben bemutatott amerikai szuperhős-akciófilm, melyet Dean Israelite rendezett és John Gatins írt. A harmadik Power Rangers film, amely rebootként szolgál. A főszerepet Dacre Montgomery, Naomi Scott, RJ Cyler, Becky G, Ludi Lin, Bill Hader, Bryan Cranston és Elizabeth Banks alakítja.
Az Amerikai Egyesült Államokban 2017. március 24-én mutatták be, Magyarországon két héttel később szinkronizálva, április 6-án a Freeman Film forgalmazásában.
Általánosságban vegyes véleményeket kapott a kritikusoktól. A Metacritic oldalán a film értékelése 44% a 100-ból: ez harminc véleményen alapul. A Rotten Tomatoeson a Power Rangers 44%-os minősítést kapott, 133 értékelés alapján. Bevételi szempontból sikeresen teljesített: ugyan a százmillió dolláros költségvetését valamennyivel felülmúlta, viszont több mint 142 millió dollár bevételt hozott.

## Cselekménye
|  | Alább a cselekmény részletei következnek! |

A Cenozoic-korszakban, hat interplanetáris harcos, a Power Rangers feladta életét a Földön, hogy megóvjanak egy bizonyos Zeo kristályt. A Zöld Ranger, Rita Repulsa (Elizabeth Banks) elárulta őket és azt tervezte, hogy egyedül ő uralja az univerzumot. A Piros Ranger, Zordon (Bryan Cranston) túlélte Rita támadását és sietve elrejtett öt különleges Power-érmét. Parancsot adott a segédjének, az Alfa 5-nek, hogy vigyen végbe egy meteorcsapást, amely megöli őt, a dinoszauruszokat és Ritát, majd a tenger fenekére kerülnek, ledermesztve az egész rendszert.
A xxi. században, az Angel Grove középiskola labdarúgó sztárját, Jason Scottot (Dacre Montgomery) elbocsájtják a csapattól, mivel elkapják egy buta, félresikerült tréfa után és házi őrizetben kell lennie. Az intézményben találkozik Billy Cranstonnal (RJ Cyler) és Kimberly Harttal (Naomi Scott). Miután megvédi Billyt az őt piszkáló sráctól, az felajánlja, hogy segít kikapcsolni a Jason bokáján lévő jelenlétjelzőt. A két srác autóval indul egy bánya felé, ahol Jason a közeli tónál meglátja Kimberlyt. Míg a ők beszélgetnek, addig Billy robbanóanyagokkal felrobbantja az egyik kőzetfalat, felkeltve Jason, Kimberly és még két, a közelben lévő diák, Trini (Becky G) és Zách (Ludi Lin) figyelmét. Az öt fiatal megtalálja az érméket, és mindenki eltesz magának egyet-egyet. A bánya biztonsági embere elől menekülve, az autót egy vonat üti el. Másnap reggel az öt tinédzser valamilyen módon otthon ébred, és rájönnek, hogy emberfeletti képességgel rendelkeznek. Később megtalálják Rita testét a tóban. Ahogy a nő magához tér, őrjöngeni kezd és aranydarabokra vadászik, hogy aztán megalkossa a hatalmas Goldart, és megtalálja vele a Zeo kristályt.
Az öt tinédzser visszatér a bányához, ahol felfedeznek egy ősi űrhajót és találkoznak az Alfa 5-tel és Zordon tudatával. Azok tájékoztatják a tinédzsereket a Rangerek történelméről és Ritáról, figyelmeztetve, hogy még tizenegy napjuk van, amíg Rita teljes erejét felhasználva meg nem találja a Zeo kristályt, amellyel el akarja pusztítani a földi életet. Az ötös elhagyja a hajót és vissza sem akar térni mindaddig, amíg Zordon rá nem beszéli Jasont, hogy meggyőzze a csapatot.
Az ötös a következő napon visszatér, de nem tudnak átalakulni. Az elkövetkezendő héten szimulált kőharcosok ellen gyakorolják a küzdelmet, de még így is sikertelenek. A Rangerek inspirálására Alfa feltárja nekik a Zordokat. Zách kíváncsiságból titokban kipróbálja az egyik Zordot és majdnem megöli vele a többi Rangert, amikor összeesik a masina. Ez feldühíti Jasont, aki verekedni kezd Zách-kal. Miközben megpróbálják őket szétválasztani, Billy spontán módon átalakul. Azonban, amikor ennek tudatára jut, a páncélzat eltűnik. A sikeres fejlődés hiánya miatt Zordon elutasítja a csapatot. Mindennek ellenére Jason visszatér a hajóhoz, hogy szembenézzen Zordonnal, és rájön, hogy ha a Rangerek megnyitják a Morfust, akkor azzal megnyílik a Morfing Grid, ami lehetővé teszi Zordon számára, hogy fizikai testben jelenjen meg. Jason erre kérdőre vonja és megvádolja Zordont, hogy az a saját hasznára használja fel a csapatot. A csapat a bányánál táborozik és jobban megismerkednek egymással.
Később, éjszaka Rita megtámadja Trinit, és megparancsolja neki, hogy a Rangereket vezesse a dokkhoz. Trini tájékoztatja őket Ritáról, de mikor megérkeznek a dokkhoz, a harcban Rita hamar legyőzi őket. Rita arra kényszeríti Billyt, hogy árulja el a Zeo kristály helyét, amit az meg is tesz, de a nő mégis megöli őt és elengedi a többieket. A Rangerek elviszik Billy testét a hajóhoz és felkérik Zordont, hogy támassza fel őt. A Rangerek váltig bizonygatják, hogy feláldoznák a saját életüket egymásért, hogy elérjék Rita legyőzését. Ennek eredményeképpen feloldják a Morfing Gridet. Zordon életre kelti Billyt, anélkül, hogy saját testét feláldozná. A csapat magabiztossága visszatér, és a Morfust megidézve mindenki sikeresen felölti páncélját.
Rita sikeresen létrehozza Goldart és felállít egy egész hadseregnyi kőkatonát, majd megtámadja Angel Grove városát, hogy megtalálja a Zeo kristályt. A Rangerek harcolni kezdenek a katonákkal, majd végül mindenki a Zordban folytatja. Miután megsemmisítették a katonákat, Goldar egy tüzes gödörbe tolja a Rangereket. A gödörben a Zordok Megazorddá egyesülnek. Rita összeolvad Goldarral. A Rangerek harcolni kezdenek vele, majd végül elpusztítják Goldart. Miután visszautasította Jason kérését, botját és érméjét átadja a Rangereknek, az elkeseredett Rita kijelenti, hogy egyre többen fognak jönni a kristályért. Ekkor a Megazord fellöki őt egészen az űrig, ahol megsemmisül. A Rangereket helyi hősként (hmcs) éltetik, majd mindenki visszatér a normális életbe.
A középiskolában egy tanár közli a büntetésben lévőkkel, hogy Tommy Oliver is csatlakozik hozzájuk, de annak íróasztala üres, csak a zöld kabátja hever ott.
|  | Itt a vége a cselekmény részletezésének! |

## Szereposztás
| Szerep | Színész          | Magyar hang      |
| --- | ---------------- | ---------------- |
| Jason Scott / Piros Ranger: A Power Rangers vezetője. Jason az Angel Grove-i középiskola labdarúgócsapatának volt a sztárja, ám egy bebukott csínytevés miatt megbüntették. | Dacre Montgomery | Czető Roland     |
| Kimberly Hart / Rózsaszín Ranger: Korábban pompomlány. Kimberly részt vett egy számítógépes zaklatásban, melynek során néhány ismerősének privát képeket terjesztettek el az iskolában. | Naomi Scott      | Czető Zsanett    |
| Trini / Sárga Ranger: Lány, bár kétségek között vergődik a saját szexuális beállítottsága tekintetében. Goromba természete elriasztotta lehetséges barátait, így magányos. | Becky G          | Kardos Eszter    |
| Billy Cranston / Kék Ranger: Magányos autista ugyanakkor intelligens fiú. Billy a klasszikus kockafej, aki erős mágnessé képes alakulni. | RJ Cyler         | Renácz Zoltán    |
| Zách / Fekete Ranger: Két nyelven beszélő tini. Zách édesanyja súlyos beteg, ezért a fiú attól tart, hogy egy nap mikor hazaér, holtan találja anyját. | Ludi Lin         | Ungvári Gergely  |
| Zordon (hangja): Ő a Power Rangers mentora és a korábbi Piros Ranger. Zordon millió évvel ezelőtt élt, tudata a halála előtt a Morfing Grid részévé vált. | Bryan Cranston   | Rosta Sándor     |
| Rita Repulsa: Több millió éves Zöld Ranger, aki zsivány módon megölte a régi csapatot, mielőtt még Zordon lecsapott volna rá. Azon dolgozott, hogy megalkossa a Goldar szörnyet, miközben megpróbálta ellopni a Zeo kristályt, ami a Morfing Grid csatornáját vezérli és a Rangerek hatalmát biztosítja. | Elizabeth Banks  | Solecki Janka    |
| Colt Wallace: Egy fiú az iskolában, aki folyton piszkálja Billyt. | Wesley MacInnes  | Timon Barna      |
| Sam Scott: Jason apja. | David Denman     | Schneider Zoltán |
| Alpha 5 (hangja): Zordon robot asszisztense. | Bill Hader       | Szűcs Péter Pál  |